# Dance (While the Music Still Goes On)
"Dance (While the Music Still Goes On)" foi uma canção gravada pelo grupo pop sueco ABBA lançada no álbum Waterloo em 1974. "Dance (While the Music Still Goes On)" foi escrita originalmente por Benny Andersson e Björn Ulvaeus.
A música foi a primeira escrita para o álbum Waterloo, tidas por todos como um bom começo. Sua gravação ocorreu em 24 de setembro de 1973 na Metronome Studio, e foi inspirada por Phil Spector do início dos anos 1960. Todos os quatro membros do grupo compartilham o vocal principal (há apenas uma passagem solo por Agnetha Fältskog).
Apesar de ter sido apresentado no Greatest Hits e The Best of ABBA, "Dance (While the Music Still Goes On)" nunca foi lançada como single de lado A.